# Peugeot Type 163
La Peugeot type 163 torpédo est un modèle d'automobile Peugeot de 1921, un des premiers modèles de la marque à être équipé d'une batterie et d'éclairage et démarreur électrique.

## Historique
Ce modèle de milieu de gamme bénéficie d'une dynamo de 6V directement commandée par le moteur, ainsi qu'une batterie de 6 volts - 6 ampères, un démarreur et des phares électriques avant et arrière.

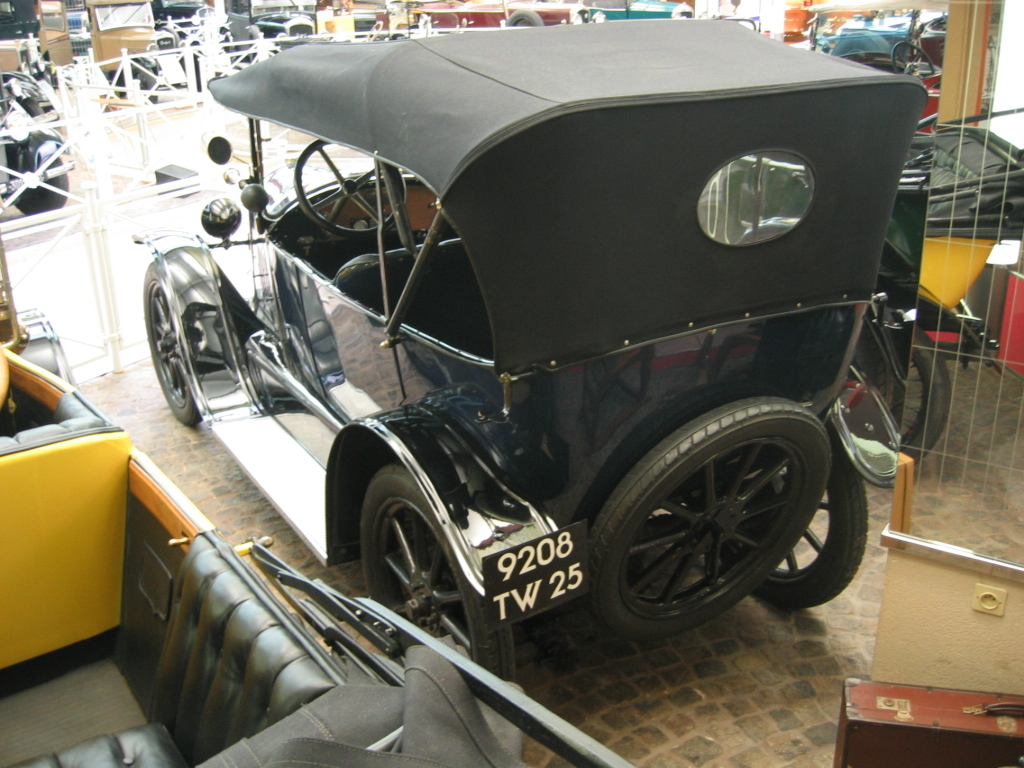
Peugeot type 163 de 1921.